# Бастіан Швайнштайгер
Ба́стіан Шва́йнштайгер (нім. Bastian Schweinsteiger; нар. 1 серпня 1984, Кольбермор, Німеччина) — німецький футболіст, що грав на позиції півзахисника. Вважається одним з кращих німецьких гравців в історії на своїй позиції.
Виступав, зокрема, за клуб «Баварія», а також національну збірну Німеччини.
Восьмиразовий чемпіон Німеччини. Семиразовий володар Кубка Німеччини. Дворазовий володар Суперкубка Німеччини. Володар Кубка Англії. Володар Суперкубка Англії з футболу. Володар Кубка англійської ліги. Переможець Ліги чемпіонів УЄФА. Володар Суперкубка УЄФА. Переможець Ліги Європи. У складі збірної — Чемпіон світу 2014, віце-чемпіон Європи 2008, дворазовий бронзовий призер чемпіонату світу (2006, 2010).

## Клубна кар'єра

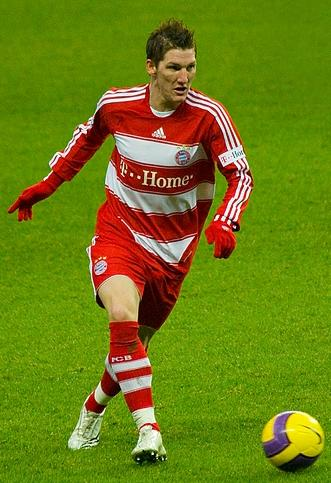
Швайнштайгер у складі «Баварії»

### «Баварія»
Бастіан пробився до складу першої команди з лав дублю. Починаючи з сезону 2004/2005 він стає гравцем основного складу з 3 м'ячами в 26 іграх Бундесліги. Але потім тренер «Баварії» Фелікс Магат через погану роботу на тренуваннях відправляє юнака в «Баварію II». Після повернення до основної команди виступав досить добре і стабільно, мало забиваючи але віддаючи відмінні паси. Основна позиція Швайнштайгера у цей час — фланг півзахисту (зазвичай правий, але, завдяки своєму універсалізму, міг зіграти і зліва).
З приходом до клубу Луї ван Галя, Швайнштайгер перекваліфікувався з вінгера в непоганого центрального півзахисника і з сезону 2009/2010, який стає найуспішнішим в його кар'єрі (чемпіонський дубль, перший вихід у фінал Ліги чемпіонів), виступає саме на цій позиції. Він і його одноклубник Марк ван Боммель склали потужний дует центрхавів, який багато хто з футбольних фахівців називає найсильнішим у Німеччині. Своєю відмінною грою, а також лідерським якостям, Бастіан забезпечив собі не тільки залізне місце в основі клубу, але і звання другого віце-капітана. Але наступника ван Галя Хосепа Гвардіолу не задовольнила фізична форма Швайнштайгера і тому іспанець вирішив не вносити Бастіана у свої плани. Через це німець покинув клуб.

#### Прощальний матч[2]
28 серпня 2018 року, вже під час виступів за «Чикаго Файр», Швайнштайгер провів свій прощальний матч у складі «Баварії» — між мюнхеньцями та «Чикаго Файр». Перед початком матчу, Бастіан Швайнштайгер спустився до поля, на якому гравці очікували трофеї, здобуті ним у складі «Баварії» за 17 років. Швайнштайгер відіграв перший тайм за «Чикаго», а другий — за «Баварію». На другий тайм всі учасники матчу вийшли на поле з № 31 на футболках — номером, під яким Швайні виступав за мюнхенську команду протягом 13 років. У другому таймі Бастіан забив, і цей гол залишився єдиним у матчі. По закінченні матчу Швайнштайгер виголосив промову:
|  | Шановні вболівальники "Баварії", спасибі за все! Я один з вас і завжди буду ним! Моє минуле належить тільки "Баварії" і нікому іншому. |

### «Манчестер Юнайтед»
2015 року перебрався до «Манчестер Юнайтед». Але за манкуніанців Бастіан виступав невдало. За Луї ван Галя виступав не погано, але німцю доводилося грати у незвичний йому стиль футболу який встановив голландець. Наступник голландського фахівця Жозе Моуринью заявив, що Швайнштайгер не входить до його планів.

### «Чикаго Файр»
У березні 2017 перейшов до клубу MLS «Чикаго Файр». Бастіан офіційно приєднався до команди після проходження медичного огляду і отримання візи. 1 квітня в дебютному матчі проти «Монреаль Імпакт» на 17-й хвилині Швайнштайгер забив ударом головою свій перший гол за «Чикаго». 17 січня 2018 року підписав з клубом новий контракт, який розрахований до завершення сезону 2018. 28 листопада 2018 року знову продовжив контракт. У жовтні 2019  футболіст заявив про завершення кар'єри.

## Кар'єра у збірній
В основний збірнії Німеччини з 2004 по 2016 роки. Перші 2 голи забив 8 червня 2005 року в товариському матчі зі збірною Росії.
До того моменту, як йому виповнилося 22 роки, Швайнштайгер зіграв 41 матч за першу збірну, встановивши рекорд, який був згодом побитий Лукасом Подольські. У тому ж віці Лотар Маттеус (якому належить рекорд усіх часів за виступами за першу збірну) зіграв за «бундестім» лише 13 разів. 2 вересня 2014 року був призначений капітаном збірної після завершення кар'єри у збірній Філіппа Лама.

### Чемпіонат світу 2006
На чемпіонаті світу 2006 року у Німеччині Швайнштайгер (виступав у кожній грі, але кожен раз не на весь час матчу) приніс своїй збірній бронзові нагороди. У матчі за третє місце Німеччина — Португалія, що завершився з рахунком 3:1, півзахисник забив два голи і пробив штрафний, після якого португальський гравець зрізав м'яч у свої ворота; таким чином, він оформив неофіційний хет-трик. До цього в матчах світової першості Швайнштайгер забитими голами не відзначився.

### Чемпіонат Європи 2008
На чемпіонаті Європи 2008 року в Австрії і Швейцарії Швайнштайгер став антигероєм матчу зі збірною Хорватії — був вилучений з поля, матч закінчився поразкою 1:2 і героєм чвертьфіналу з Португалією, де він взяв участь у всіх 3 забитих м'ячах (забив гол і віддав дві гольові передачі — обидві зі штрафного удару, Німеччина виграла 3:2). У півфіналі зі збірною Туреччини (3:2 на користь німців) він став автором першого голу своєї команди.

### Чемпіонат світу 2010
На чемпіонаті світу 2010 року в ПАР провів всі 7 зустрічей за збірну. У 6 матчах відіграв до кінця, в матчі групового етапу Гана — Німеччина був замінений на 81-й хвилині. В 1/8 фіналу проти Англії віддав гольову передачу на Томаса Мюллера, який зробив рахунок 3:1. В 1/4 фіналу проти збірної Аргентини відзначився двома гольовими передачами на Мірослава Клозе і Арне Фрідріха, завдяки чому став кращим гравцем зустрічі.

### Чемпіонат Європи 2012

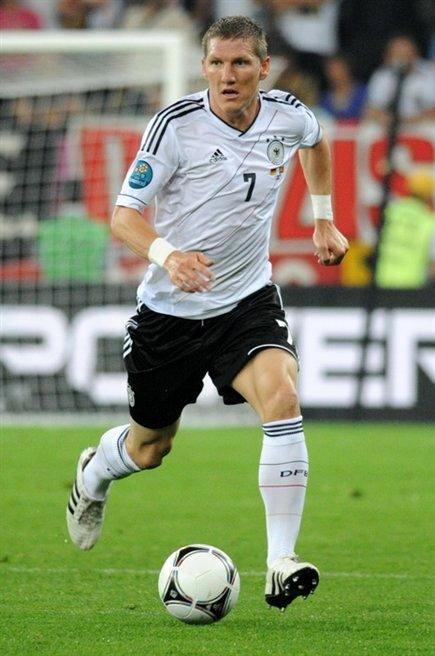
Бастіан на Євро-2012

На чемпіонаті Європи 2012 року в Польщі і Україні Бастіан Швайнштайгер провів 5 зустрічей і не забив жодного голу, але відзначився двома гольовими передачами. У німця була травма, через яку він не міг нормально виступати в кожному матчі.

### Чемпіонат світу 2014
На чемпіонаті світу 2014 року в Бразилії Швайнштайгер пропустив перший матч з Португалією (4:0, перемога Німеччини) через травму, яку отримав на тренуванні, а в другому матчі групового етапу з Ганою (2:2) вийшов на поле наприкінці другого тайму. Після цих матчів він відновився і зіграв матчах, що залишилися, в тому числі і у переможному фіналі, в основному складі. Бастіан не забив на турнірі жодного м'яча, але в цілому показав гарну гру, особливо в матчі зі збірними Гани, Алжиру та Аргентини.

### Чемпіонат Європи 2016
Чемпіонат Європи 2016 року у Франції став для Швайнштайгера першим турніром в ролі капітана збірної. У стартовому матчі проти України (перемога Німеччини 2:0) Швайнштайгер забив гол на останніх хвилинах додаткового часу. У серії післяматчевих пенальті чвертьфіналу Німеччина — Італія (1:1, за пенальті 6:5) не забив один з післяматчевих 11 метрових ударів. У півфіналі з Францією (0:2, поразка німців) його невдала гра у штрафному (випадково зачепив у боротьбі рукою м'яч) призвела до пенальті; отримав попередження (на 45 хв.) і був замінений на 79 хвилині.
29 липня 2016 року заявив у Twitter про завершення кар'єри в збірній. Загалом протягом кар'єри у національній команді, яка тривала 13 років, провів у її формі 121 матч, забивши 24 голи.

## Командні досягнення
«Баварія»
- Чемпіон Німеччини (8): 2002/03, 2004/05 2005/06, 2007/08, 2009/10, 2012/13, 2013/14, 2014/15
- Віце-чемпіон Німеччини (2): 2003/04, 2008/09

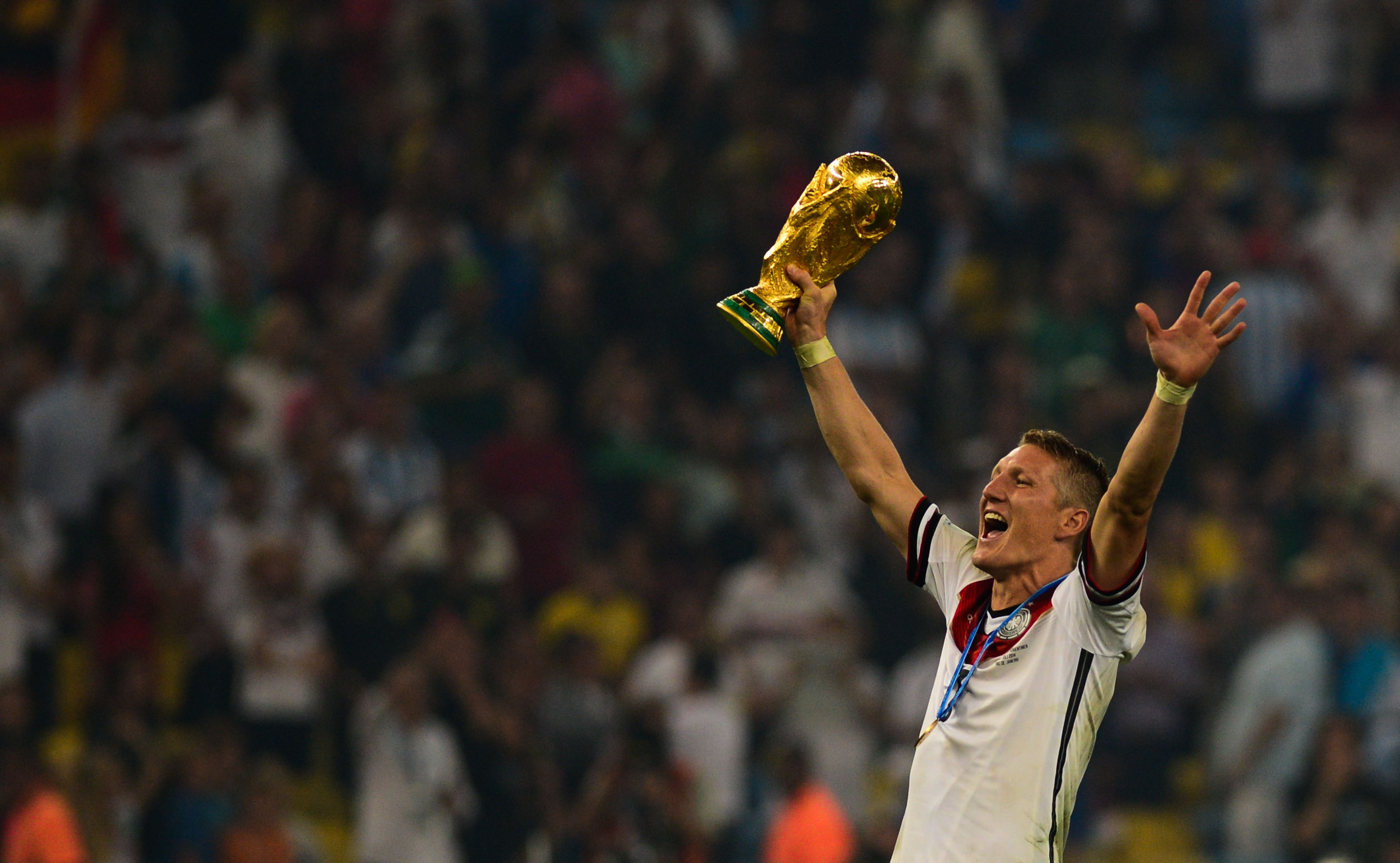
Швайнштайгер з трофеєм чемпіонату світу 2014

- Бронзовий призер чемпіонату Німеччини (1): 2011/12
- Володар Кубка Німеччини (7): 2002/03, 2004/05, 2005/06, 2007/08, 2009/10, 2012/13, 2013/14
- Фіналіст Кубка Німеччини (1): 2011/12
- Володар Суперкубка Німеччини (2): 2010, 2012
- Володар Кубка німецької ліги (2): 2004, 2007
- Переможець Ліги чемпіонів УЄФА (1): 2012/13
- Фіналіст Ліги чемпіонів УЄФА (2): 2009/10, 2011/12
- Володар Суперкубка УЄФА (1): 2013
- Переможець Клубного чемпіонату світу (1): 2013
- Разом: 22 трофеї

 «Манчестер Юнайтед»
- Володар Кубка Англії (1): 2015/16
- Разом 1 трофей

 Збірна Німеччини
- Чемпіон світу (1): 2014
- Бронзовий призер чемпіонату світу (2) 2006, 2010
- Віце-чемпіон Європи (1): 2008
- Бронзовий призер чемпіонату Європи (1): 2012
- Бронзовий призер Кубку конфедерацій (1): 2005
- Разом: 1 трофей

## Особисті досягнення
- Увійшов до символічної збірної чемпіонату Європи 2008 року за версією FIFA.
- Увійшов до символічної збірної чемпіонату світу 2014 року за версією FIFA.
- Laureus World Sports Awards: 2014 (як граець команди року Laureus World Sports Awards, «Баварії»)
- Кращий гравець фіналу чемпіонату світу 2014 за версією вболівальників
- Футболіст року в Німеччині: 2013
- Володар нагороди «Срібний Лавровий лист»: 2006, 2010, 2014
- Людина року в німецькому футболі: 2010
- Футболіст місяця: травень 2010
- Бомбардир місяця: квітень 2013
- Man of the Match у грі проти Португалії на чемпіонаті Європи 2008
- Man of the Match у грі проти Португалії на чемпіонаті світу 2006
- Man of the Match у грі проти Аргентини на чемпіонаті світу 2010
- Покликання в FIFA-All-Star команди чемпіонату світу 2010
- Кращий асистент на Чемпіонаті світу 2010
- Третій футболіст Німеччини 2010

## Статистика виступів

### Статистика клубних виступів
| Сезон                       | Команда                     | Чемпіонат                   | Чемпіонат | Чемпіонат | Національний кубок | Національний кубок | Національний кубок | Континентальні кубки | Континентальні кубки | Континентальні кубки | Інші змагання | Інші змагання | Інші змагання | Усього | Усього |
| Сезон                       | Команда                     | Ліга                        | Ігор      | Голів     | Ліга               | Ігор               | Голів              | Ліга                 | Ігор                 | Голів                | Ліга          | Ігор          | Голів         | Ігор   | Голів  |
| --------------------------- | --------------------------- | --------------------------- | --------- | --------- | ------------------ | ------------------ | ------------------ | -------------------- | -------------------- | -------------------- | ------------- | ------------- | ------------- | ------ | ------ |
| 2002–03                     | «Баварія»                   | БЛ                          | 14        | 0         | КН+КЛ              | 1+0                | 2                  | ЛЧ                   | 1                    | 0                    | -             | -             | -             | 16     | 2      |
| 2003–04                     | «Баварія»                   | БЛ                          | 26        | 4         | КН+КЛ              | 3+1                | 0                  | ЛЧ                   | 3                    | 0                    | -             | -             | -             | 33     | 4      |
| 2004–05                     | «Баварія»                   | БЛ                          | 26        | 3         | КН+КЛ              | 5+0                | 0                  | ЛЧ                   | 7                    | 1                    | -             | -             | -             | 38     | 4      |
| 2005–06                     | «Баварія»                   | БЛ                          | 30        | 3         | КН+КЛ              | 4+1                | 0                  | ЛЧ                   | 7                    | 0                    | -             | -             | -             | 42     | 3      |
| 2006–07                     | «Баварія»                   | БЛ                          | 27        | 4         | КН+КЛ              | 3+2                | 0                  | ЛЧ                   | 8                    | 2                    | -             | -             | -             | 40     | 6      |
| 2007–08                     | «Баварія»                   | БЛ                          | 30        | 1         | КН+КЛ              | 4+2                | 0+1                | КУЄФА                | 12                   | 0                    | -             | -             | -             | 48     | 2      |
| 2008–09                     | «Баварія»                   | БЛ                          | 31        | 5         | КН                 | 4                  | 2                  | ЛЧ                   | 9                    | 2                    | -             | -             | -             | 44     | 9      |
| 2009–10                     | «Баварія»                   | БЛ                          | 33        | 2         | КН                 | 4                  | 1                  | ЛЧ                   | 12                   | 0                    | -             | -             | -             | 49     | 3      |
| 2010–11                     | «Баварія»                   | БЛ                          | 32        | 4         | КН                 | 5                  | 2                  | ЛЧ                   | 7                    | 2                    | СН            | 1             | 0             | 45     | 8      |
| 2011–12                     | «Баварія»                   | БЛ                          | 22        | 3         | КН                 | 3                  | 1                  | ЛЧ                   | 11                   | 1                    | -             | -             | -             | 36     | 5      |
| 2012–13                     | «Баварія»                   | БЛ                          | 28        | 7         | КН                 | 5                  | 0                  | ЛЧ                   | 12                   | 2                    | СН            | 0             | 0             | 45     | 9      |
| 2013–14                     | «Баварія»                   | БЛ                          | 23        | 4         | КН                 | 4                  | 1                  | ЛЧ                   | 8                    | 3                    | СН+СУ+КЧС     | 1+0+0         | 0             | 36     | 8      |
| 2014–15                     | «Баварія»                   | БЛ                          | 20        | 5         | КН                 | 2                  | 0                  | ЛЧ                   | 6                    | 0                    | СН            | 0             | 0             | 28     | 5      |
| Усього за Баварію           | Усього за Баварію           | Усього за Баварію           | 342       | 45        |                    | 53                 | 10                 |                      | 103                  | 13                   |               | 2             | 0             | 500    | 68     |
| 2015–16                     | «Манчестер Юнайтед»         | ПЛ                          | 18        | 1         | КА+КЛ              | 2+1                | 0                  | ЛЧ+ЛЄ                | 8+2                  | 0                    | -             | -             | -             | 31     | 1      |
| 2016-бер.2017               | «Манчестер Юнайтед»         | ПЛ                          | 0         | 0         | КА+КЛ              | 2+1                | 1+0                | ЛЄ                   | 1                    | 0                    | СА            | 0             | 0             | 4      | 1      |
| Усього за Манчестер Юнайтед | Усього за Манчестер Юнайтед | Усього за Манчестер Юнайтед | 18        | 1         |                    | 6                  | 1                  |                      | 11                   | 0                    |               | 0             | 0             | 35     | 2      |
| 2017                        | «Чикаго Файр»               | MLS                         | 24+1      | 3+0       | USOC               | 1                  | 0                  | -                    | -                    | -                    | -             | -             | -             | 26     | 3      |
| 2018                        | «Чикаго Файр»               | MLS                         | 26        | 4         | USOC               | 4                  | 0                  | -                    | -                    | -                    | -             | -             | -             | 30     | 4      |
| 2019                        | «Чикаго Файр»               | MLS                         | 30        | 1         | USOC               | 1                  | 0                  | -                    | -                    | -                    | -             | -             | -             | 31     | 1      |
| Усього за кар'єру           | Усього за кар'єру           | Усього за кар'єру           | 435       | 52        |                    | 67                 | 11                 |                      | 114                  | 13                   |               | 2             | 0             | 588    | 72     |

### Статистика виступів за збірну
| Дата       | Місто                  | Господарі         | Результат               | Гості                | Турнір                       | Голи | Примітки       |
| ---------- | ---------------------- | ----------------- | ----------------------- | -------------------- | ---------------------------- | ---- | -------------- |
| 6-6-2004   | Кайзерслаутерн         | Німеччина         | 0 – 2                   | Угорщина             | товариський матч             | -    | 46'            |
| 15-6-2004  | Порту                  | Німеччина         | 1 – 1                   | Нідерланди           | ЧЄ 2004 - 1-й етап           | -    | 68'            |
| 19-6-2004  | Порту                  | Латвія            | 0 – 0                   | Німеччина            | ЧЄ 2004 - 1-й етап           | -    | 46'            |
| 23-6-2004  | Лісабон                | Німеччина         | 1 – 2                   | Чехія                | ЧЄ 2004 - 1-й етап           | -    | 85'            |
| 18-8-2004  | Відень                 | Австрія           | 1 – 3                   | Німеччина            | товариський матч             | -    | 63'            |
| 9-10-2004  | Тегеран                | Іран              | 0 – 2                   | Німеччина            | товариський матч             | -    | 87'            |
| 17-11-2004 | Лейпциг                | Німеччина         | 3 – 0                   | Камерун              | товариський матч             | -    |                |
| 16-12-2004 | Йокогама               | Японія            | 0 – 3                   | Німеччина            | товариський матч             | -    | 62'            |
| 19-12-2004 | Пусан                  | Південна Корея    | 3 – 1                   | Німеччина            | товариський матч             | -    | 64'            |
| 21-12-2004 | Бангкок                | Таїланд           | 1 – 5                   | Німеччина            | товариський матч             | -    |                |
| 9-2-2005   | Дюссельдорф            | Німеччина         | 2 – 2                   | Аргентина            | товариський матч             | -    | 74'            |
| 26-3-2005  | Целє (місто)           | Словенія          | 0 – 1                   | Німеччина            | товариський матч             | -    | 59'            |
| 4-6-2005   | Белфаст                | Північна Ірландія | 1 – 4                   | Німеччина            | товариський матч             | -    | 46'            |
| 8-6-2005   | Менхенгладбах          | Німеччина         | 2 – 2                   | Росія                | товариський матч             | 2    | 83'            |
| 15-6-2005  | Франкфурт-на-Майні     | Німеччина         | 4 – 3                   | Австралія            | Кубок Конфедерацій           | -    | 51' 83'        |
| 18-6-2005  | Кельн                  | Туніс             | 0 – 3                   | Німеччина            | Кубок Конфедерацій           | 1    |                |
| 21-6-2005  | Нюрнберг               | Аргентина         | 2 – 2                   | Німеччина            | Кубок Конфедерацій           | -    | 48' 70'        |
| 29-6-2005  | Лейпциг                | Німеччина         | 4 – 3 д.ч.              | Мексика              | Кубок Конфедерацій           | 1    | 83'            |
| 3-9-2005   | Братислава             | Словаччина        | 2 – 0                   | Німеччина            | товариський матч             | -    | 46'            |
| 7-9-2005   | Бремен                 | Німеччина         | 4 – 2                   | ПАР                  | товариський матч             | -    | 67'            |
| 8-10-2005  | Стамбул                | Туреччина         | 2 – 1                   | Німеччина            | товариський матч             | -    | 80'            |
| 12-10-2005 | Гамбург                | Німеччина         | 1 – 0                   | КНР                  | товариський матч             | -    | 88'            |
| 12-11-2005 | Сен-Дені               | Франція           | 0 – 0                   | Німеччина            | товариський матч             | -    | 44'            |
| 1-3-2006   | Флоренція              | Італія            | 4 – 1                   | Німеччина            | товариський матч             | -    | 67'            |
| 22-3-2006  | Дортмунд               | Німеччина         | 4 – 1                   | США                  | товариський матч             | 1    | 46'            |
| 27-5-2006  | Фрайбург               | Німеччина         | 7 – 0                   | Люксембург           | товариський матч             | -    |                |
| 30-5-2006  | Леверкузен             | Німеччина         | 2 – 2                   | Японія               | товариський матч             | 1    |                |
| 2-6-2006   | Менхенгладбах          | Німеччина         | 3 – 0                   | Колумбія             | товариський матч             | 1    | 73'            |
| 9-6-2006   | Мюнхен                 | Німеччина         | 4 – 2                   | Коста-Рика           | ЧС 2006 - 1-й етап           | -    |                |
| 14-6-2006  | Дортмунд               | Німеччина         | 1 – 0                   | Польща               | ЧС 2006 - 1-й етап           | -    | 77'            |
| 20-6-2006  | Берлін                 | Еквадор           | 0 – 3                   | Німеччина            | ЧС 2006 - 1-й етап           | -    |                |
| 24-6-2006  | Гельзенкірхен          | Німеччина         | 2 – 0                   | Швеція               | ЧС 2006 - 1/8 фіналу         | -    | 72'            |
| 30-6-2006  | Берлін                 | Німеччина         | 1 – 1 д.ч. (4 – 2 п.п.) | Аргентина            | ЧС 2006 - чвертьфінал        | -    | 74'            |
| 4-7-2006   | Дортмунд               | Німеччина         | 0 – 2 д.ч.              | Італія               | ЧС 2006 - півфінал           | -    | 73'            |
| 8-7-2006   | Штутгарт               | Німеччина         | 3 – 1                   | Португалія           | ЧС 2006 - матч за 3-тє місце | 2    | 78' 79'        |
| 16-8-2006  | Мюнхен                 | Німеччина         | 3 – 0                   | Швеція               | товариський матч             | -    |                |
| 2-9-2006   | Штутгарт               | Німеччина         | 1 – 0                   | Ірландія             | Відбір до ЧЄ 2008            | -    | 49'            |
| 6-9-2006   | Серравалле             | Сан-Марино        | 0 – 13                  | Німеччина            | Відбір до ЧЄ 2008            | 2    |                |
| 7-10-2006  | Росток                 | Німеччина         | 2 – 0                   | Грузія               | товариський матч             | 1    |                |
| 11-10-2006 | Братислава             | Словаччина        | 1 – 4                   | Німеччина            | Відбір до ЧЄ 2008            | 1    | 77'            |
| 15-11-2006 | Нікосія                | Кіпр              | 1 – 1                   | Німеччина            | Відбір до ЧЄ 2008            | -    |                |
| 7-2-2007   | Дюссельдорф            | Німеччина         | 3 – 1                   | Швейцарія            | товариський матч             | -    | 74'            |
| 24-3-2007  | Прага                  | Чехія             | 1 – 2                   | Німеччина            | Відбір до ЧЄ 2008            | -    |                |
| 8-9-2007   | Кардіфф                | Уельс             | 0 – 2                   | Німеччина            | Відбір до ЧЄ 2008            | -    |                |
| 12-9-2007  | Кельн                  | Німеччина         | 3 – 1                   | Румунія              | товариський матч             | -    |                |
| 13-10-2007 | Дублін                 | Ірландія          | 0 – 0                   | Німеччина            | Відбір до ЧЄ 2008            | -    | 18'            |
| 17-10-2007 | Мюнхен                 | Німеччина         | 0 – 3                   | Чехія                | Відбір до ЧЄ 2008            | -    | 65'            |
| 6-2-2008   | Відень                 | Австрія           | 0 – 3                   | Німеччина            | товариський матч             | -    |                |
| 26-3-2008  | Базель                 | Швейцарія         | 0 – 4                   | Німеччина            | товариський матч             | -    | 45'            |
| 27-5-2008  | Кайзерслаутерн         | Німеччина         | 2 – 2                   | Білорусь             | товариський матч             | -    | 46'            |
| 31-5-2008  | Гельзенкірхен          | Німеччина         | 2 – 1                   | Сербія               | товариський матч             | -    | 79'            |
| 8-6-2008   | Клагенфурт-ам-Вертерзе | Німеччина         | 2 – 0                   | Польща               | ЧЄ 2008 - 1-й етап           | -    | 55' 64'        |
| 12-6-2008  | Клагенфурт-ам-Вертерзе | Хорватія          | 2 – 1                   | Німеччина            | ЧЄ 2008 - 1-й етап           | -    | 65' 90+2'      |
| 19-6-2008  | Базель                 | Португалія        | 2 – 3                   | Німеччина            | ЧЄ 2008 - чвертьфінал        | 1    | 83'            |
| 25-6-2008  | Базель                 | Німеччина         | 3 – 2                   | Туреччина            | ЧЄ 2008 - півфінал           | 1    |                |
| 29-6-2008  | Відень                 | Німеччина         | 0 – 1                   | Іспанія              | ЧЄ 2008 - Фінал              | -    | [ 5 ]          |
| 20-8-2008  | Нюрнберг               | Німеччина         | 2 – 0                   | Бельгія              | товариський матч             | 1    |                |
| 6-9-2008   | Вадуц                  | Ліхтенштейн       | 0 – 6                   | Німеччина            | Відбір до ЧС 2010            | 1    |                |
| 10-9-2008  | Гельсінкі              | Фінляндія         | 3 – 3                   | Німеччина            | Відбір до ЧС 2010            | -    |                |
| 11-10-2008 | Дортмунд               | Німеччина         | 2 – 1                   | Росія                | Відбір до ЧС 2010            | -    |                |
| 15-10-2008 | Менхенгладбах          | Німеччина         | 1 – 0                   | Уельс                | Відбір до ЧС 2010            | -    |                |
| 19-11-2008 | Берлін                 | Німеччина         | 1 – 2                   | Англія               | товариський матч             | -    |                |
| 11-2-2009  | Дюссельдорф            | Німеччина         | 0 – 1                   | Норвегія             | товариський матч             | -    |                |
| 28-3-2009  | Лейпциг                | Німеччина         | 4 – 0                   | Ліхтенштейн          | Відбір до ЧС 2010            | 1    | 88'            |
| 1-4-2009   | Кардіфф                | Уельс             | 0 – 2                   | Німеччина            | Відбір до ЧС 2010            | -    | 86'            |
| 29-5-2009  | Шанхай                 | КНР               | 1 – 1                   | Німеччина            | товариський матч             | -    |                |
| 2-6-2009   | Дубай                  | ОАЕ               | 2 – 7                   | Німеччина            | товариський матч             | -    | кап.           |
| 12-8-2009  | Баку                   | Азербайджан       | 0 – 2                   | Німеччина            | Відбір до ЧС 2010            | 1    |                |
| 5-9-2009   | Леверкузен             | Німеччина         | 2 – 0                   | ПАР                  | товариський матч             | -    | 84'            |
| 9-9-2009   | Ганновер               | Німеччина         | 4 – 0                   | Азербайджан          | Відбір до ЧС 2010            | -    | 65'            |
| 10-10-2009 | Москва                 | Росія             | 0 – 1                   | Німеччина            | Відбір до ЧС 2010            | -    |                |
| 18-11-2009 | Гельзенкірхен          | Німеччина         | 2 – 2                   | Кот-д'Івуар          | товариський матч             | -    | 79'            |
| 3-3-2010   | Мюнхен                 | Німеччина         | 0 – 1                   | Аргентина            | товариський матч             | -    | 28' 76'        |
| 3-6-2010   | Франкфурт-на-Майні     | Німеччина         | 3 – 1                   | Боснія і Герцеговина | товариський матч             | 2    | 87'            |
| 13-6-2010  | Дурбан                 | Німеччина         | 4 – 0                   | Австралія            | ЧС 2010 - 1-й етап           | -    |                |
| 18-6-2010  | Порт-Елізабет          | Німеччина         | 0 – 1                   | Сербія               | ЧС 2010 - 1-й етап           | -    | 73'            |
| 23-6-2010  | Йоганнесбург           | Гана              | 0 – 1                   | Німеччина            | ЧС 2010 - 1-й етап           | -    | 81'            |
| 27-6-2010  | Блумфонтейн            | Німеччина         | 4 – 1                   | Англія               | ЧС 2010 - 1/8 фіналу         | -    |                |
| 3-7-2010   | Кейптаун               | Аргентина         | 0 – 4                   | Німеччина            | ЧС 2010 - чвертьфінал        | -    |                |
| 7-7-2010   | Дурбан                 | Німеччина         | 0 – 1                   | Іспанія              | ЧС 2010 - півфінал           | -    |                |
| 10-7-2010  | Порт-Елізабет          | Уругвай           | 2 – 3                   | Німеччина            | ЧС 2010 - матч за 3-тє місце | -    | кап.           |
| 3-9-2010   | Брюссель               | Бельгія           | 0 – 1                   | Німеччина            | Відбір до ЧЄ 2012            | -    | 45'            |
| 7-9-2010   | Кельн                  | Німеччина         | 6 – 1                   | Азербайджан          | Відбір до ЧЄ 2012            | -    | 78'            |
| 17-11-2010 | Гетеборг               | Швеція            | 0 – 0                   | Німеччина            | товариський матч             | -    | кап. 59'       |
| 9-2-2011   | Дортмунд               | Німеччина         | 1 – 1                   | Італія               | товариський матч             | -    |                |
| 26-3-2011  | Кайзерслаутерн         | Німеччина         | 4 – 0                   | Казахстан            | Відбір до ЧЄ 2012            | -    | 77'            |
| 29-3-2011  | Менхенгладбах          | Німеччина         | 1 – 2                   | Австралія            | товариський матч             | -    | кап. 64'       |
| 10-8-2011  | Штутгарт               | Німеччина         | 3 – 2                   | Бразилія             | товариський матч             | 1    | 86'            |
| 2-9-2011   | Гельзенкірхен          | Німеччина         | 6 – 2                   | Австрія              | Відбір до ЧЄ 2012            | -    |                |
| 7-10-2011  | Стамбул                | Туреччина         | 1 – 3                   | Німеччина            | Відбір до ЧЄ 2012            | 1    |                |
| 9-6-2012   | Львів                  | Німеччина         | 1 – 0                   | Португалія           | ЧЄ 2012 - 1-й етап           | -    |                |
| 13-6-2012  | Харків                 | Нідерланди        | 1 – 2                   | Німеччина            | ЧЄ 2012 - 1-й етап           | -    |                |
| 17-6-2012  | Львів                  | Данія             | 1 – 2                   | Німеччина            | ЧЄ 2012 - 1-й етап           | -    |                |
| 22-6-2012  | Гданськ                | Німеччина         | 4 – 2                   | Греція               | ЧЄ 2012 - чвертьфінал        | -    |                |
| 28-6-2012  | Варшава                | Німеччина         | 1 – 2                   | Італія               | ЧЄ 2012 - півфінал           | -    |                |
| 12-10-2012 | Дублін                 | Ірландія          | 1 – 6                   | Німеччина            | Відбір до ЧС 2014            | -    | кап.           |
| 16-10-2012 | Берлін                 | Німеччина         | 4 – 4                   | Швеція               | Відбір до ЧС 2014            | -    | 90'            |
| 22-3-2013  | Нур-Султан             | Казахстан         | 0 – 3                   | Німеччина            | Відбір до ЧС 2014            | -    | 70'            |
| 11-10-2013 | Кельн                  | Німеччина         | 3 – 0                   | Ірландія             | Відбір до ЧС 2014            | -    |                |
| 15-10-2013 | Стокгольм              | Швеція            | 3 – 5                   | Німеччина            | Відбір до ЧС 2014            | -    |                |
| 5-3-2014   | Штутгарт               | Німеччина         | 1 – 0                   | Чилі                 | товариський матч             | -    |                |
| 6-6-2014   | Майнц                  | Німеччина         | 6 – 1                   | Вірменія             | товариський матч             | -    | 59'            |
| 21-6-2014  | Форталеза              | Гана              | 2 – 2                   | Німеччина            | ЧС 2014 - 1-й етап           | -    | 69'            |
| 26-6-2014  | Ресіфі                 | США               | 0 – 1                   | Німеччина            | ЧС 2014 - 1-й етап           | -    |                |
| 30-6-2014  | Порту-Алегрі           | Німеччина         | 2 – 1 д.ч.              | Алжир                | ЧС 2014 - 1/8 фіналу         | -    |                |
| 4-7-2014   | Ріо-де-Жанейро         | Франція           | 0 – 1                   | Німеччина            | ЧС 2014 - чвертьфінал        | -    | 80'            |
| 8-7-2014   | Белу-Оризонті          | Бразилія          | 1 – 7                   | Німеччина            | ЧС 2014 - півфінал           | -    |                |
| 13-7-2014  | Ріо-де-Жанейро         | Німеччина         | 1 – 0 д.ч.              | Аргентина            | ЧС 2014 - Фінал              | -    | 29'            |
| 29-3-2015  | Тбілісі                | Грузія            | 0 – 2                   | Німеччина            | Відбір до ЧЄ 2016            | -    | кап. 81'       |
| 10-6-2015  | Кельн                  | Німеччина         | 1 – 2                   | США                  | товариський матч             | -    | кап. 46'       |
| 13-6-2015  | Фару                   | Гібралтар         | 0 – 7                   | Німеччина            | Відбір до ЧЄ 2016            | -    | кап.           |
| 4-9-2015   | Франкфурт-на-Майні     | Німеччина         | 3 – 1                   | Польща               | Відбір до ЧЄ 2016            | -    | кап. 79'       |
| 27-9-2015  | Глазго                 | Шотландія         | 2 – 3                   | Німеччина            | Відбір до ЧЄ 2016            | -    | кап.           |
| 13-11-2015 | Париж                  | Франція           | 2 – 0                   | Німеччина            | товариський матч             | -    | кап.           |
| 4-6-2016   | Гельзенкірхен          | Німеччина         | 2 – 0                   | Угорщина             | товариський матч             | -    | 68'            |
| 12-6-2016  | Lilla                  | Німеччина         | 2 – 0                   | Україна              | ЧЄ 2016 - 1-й етап           | 1    | 90'            |
| 21-6-2016  | Париж                  | Північна Ірландія | 0 – 1                   | Німеччина            | ЧЄ 2016 - 1-й етап           | -    | 69'            |
| 26-6-2016  | Вільнев-д'Аск          | Німеччина         | 3 – 0                   | Словаччина           | ЧЄ 2016 - 1/8 фіналу         | -    | 76'            |
| 2-7-2016   | Бордо                  | Німеччина         | 1 – 1 д.ч. (6 – 5 п.п.) | Італія               | ЧЄ 2016 - чвертьфінал        | -    | 16' кап.       |
| 7-7-2016   | Марсель                | Німеччина         | 0 – 2                   | Франція              | ЧЄ 2016 - півфінал           | -    | кап. 45+1' 79' |
| 31-8-2016  | Менхенгладбах          | Німеччина         | 2 – 0                   | Фінляндія            | товариський матч             | -    | кап. 68'       |
| Усього     |                        | Матчів (4 місце)  | 121                     |                      | Голів                        | 24   |                |

## Особисте життя
Своїми хобі Бастіан вважає музику, зустрічі з друзями, подорожі, нові відчуття і читання. Захоплюється баскетболом, часто відвідує матчі баскетбольного клубу «Баварія». Святкує гол, імітуючи баскетбольний кидок в кільце. Його старший брат Тобіас — також футболіст, у 2015—2018 роках тренував «Баварію» U-17. Батьки — Альфред і Моніка Швайнштайгери.
З 2007 по липень 2014 року Бастіан зустрічався з німецькою моделлю Сарою Бранднер. З вересня 2014 року Швайнштайгер зустрічався з сербською тенісисткою Аною Іванович. 12 липня 2016 року у Венеції пара одружилася.

## Прізвище
Його прізвище утворене від Schweinsteig, що означає «свиняче стійло» (Schwein (свиня) + средневерхньонімецьке stige (стійло)). В англомовній пресі та серед вболівальників нерідко зустрічається помилковий переказ «свинолаз» (pig-climber), що виходить із сучасного steigen (підніматися, залазити); він обігрується в повідомленнях преси про позов Швайнштайгера до мюнхенського виробника сосисок, який назвав свою продукцію «Швайні». Іноді як його ім'я замість Бастіан помилково вказується більш поширене німецьке ім'я Себастьян.